# Schempp-Hirth Standard Cirrus
Schempp-Hirth Standard Cirrus (krátce Cirrus Standard) je jednomístný samonosný středokřídlý kluzák standardní 15-metrové třídy.

## Historie
Prototyp kluzáku šéfkonstruktéra Klause Holighause byl zalétán 20. února 1969. Sériová výroba tohoto typu probíhala od roku 1970 do roku 1977. V licenci probíhala výroba až do roku 1985 (Jugoslávie).

## Technická data
Trup je tvořen skořepinou z laminátového sendviče. Křídlo laminátové konstrukce má u trupu profil FX-S02-196, na koncích křídel přechází do profilu FX-66-17AII-182. Ocasní plochy mají tvar T. Jednodílný kryt pilotního prostoru je vylisován z organického skla a odklápí se bočním směrem. Kluzák je vybaven zatahovacím podvozkem a možností nést vodní přítěž. Od roku 1975 přešla výroba na Standard Cirrus 75 se zvětšenými (účinnějšími) brzdícími klapkami a delší špičatou přídí. V licenci probíhala výroba kluzáků také ve společnosti Grob (200 ks) ve francouzské firmě Lanaverre Industrie (38 ks) a jugoslávské firmě VTC (Vazduhoplovno Tehnicki Centar - Vrsac). Nástupcem tohoto modelu se stal v roce 1984 kluzák Schempp-Hirth Discus.

## Modifikace
Standard Cirrus 75
- Zvětšené brzdící klapky a prodloužená příď.
Cirrus B
- Postavený na základu Standard Cirrus 75 s nástavci, které zvyšují rozpětí křídel z 15 na 16 metrů.
Cirrus K
- Akrobatický speciál s redukovaným rozpětím křídel na 12,6 metru. Mezi další úpravy patří větší křidélka na ocasních plochách a zesílený trup.

## Specifikace

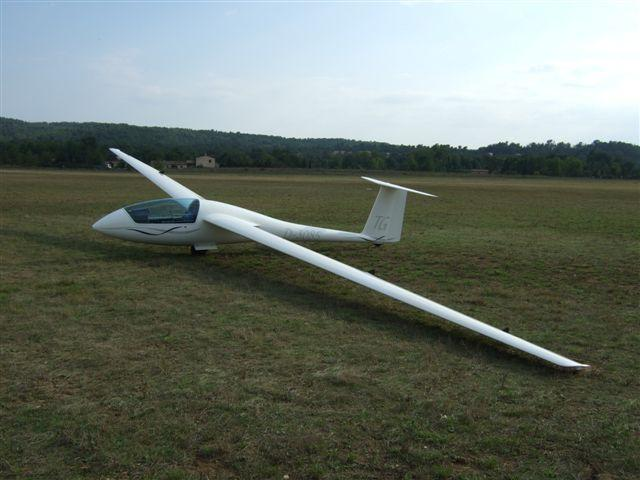
Schempp-Hirth Standard Cirrus

### Technické údaje
- Posádka: 1 osoba
- Délka: 6,35 m
- Rozpětí: 15 m
- Plocha křídla: 10 m²
- Prázdná hmotnost: 210 kg
- Maximální vzletová hmotnost: 390 kg (s vodní přítěží), 330 kg (bez vodní přítěže)
- Dovolené zatížení kokpitu: max. 110 kg / min. 70 kg
- Štíhlost křídla: 22,5
- Profil křídla: Wortmann FX S-02-196 - modifikovaný

### Výkony
- Maximální rychlost: 220 km/h
- Klouzavost: 1:38 při 85 km/h (reálné zkoušky prokázaly pouze 1:36)